# Тищенко Олексій Вікторович
Олексій Вікторович Тищенко  (рос. Алексей Викторович Тищенко; * 29 травня 1984, Омськ, Російська РФСР) — російський боксер, олімпійський чемпіон.

## Виступи на Олімпіадах
| Олімпіада  | Дисципліна | Місце |
| ---------- | ---------- | ----- |
| Афіни 2004 | до 57 кг   | 1     |
| Пекін 2008 | до 60 кг   | 1     |